# Rinascimento in Polonia
Il Rinascimento in Polonia (in polacco: Renesans, Odrodzenie; letteralmente: "Rinascita") durò dalla fine del XV alla fine del XVI secolo ed è ampiamente considerato come l'età dorata della cultura polacca. Governata dalla dinastia Jagellonica, la Corona del Regno di Polonia (dal 1569 parte dell'Unione Polacco-Lituana) partecipò attivamente al vasto Rinascimento europeo. Lo Stato multietnico polacco sperimentò un sostanziale periodo di crescita culturale, in parte grazie a un secolo senza guerre – a parte conflitti nelle zone di confine orientali e meridionali scarsamente popolate. La Riforma protestante si diffuse pacificamente in tutto il paese (dando origine ai Fratelli Polacchi), mentre le condizioni di vita miglioravano, le città crescevano e le esportazioni di prodotti agricoli arricchivano la popolazione, specialmente la nobiltà (szlachta), che guadagnò il predominio nel nuovo sistema politico della Libertà dorata.

## Panoramica
Il movimento del Rinascimento, la cui influenza ebbe origine in Italia, si diffuse in tutta la Polonia grosso modo nel XV e XVI secolo. Molti artisti italiani giunsero nel paese accolti dai reali polacchi, inclusi Francesco Fiorentino, Bartolomeo Berecci, Santi Gucci, Matteo Gucci, Bernardo Morando, Giovanni Battista di Quadro e altri, fra i quali pensatori ed educatori come Filippo Buonaccorsi, mercanti come i Boner e i Montelupi, e altre eminenti personalità che immigrarono in Polonia a partire dalla fine del XV secolo in cerca di nuove opportunità. La maggior parte di loro si stabilì a Cracovia, la capitale polacca fino al 1611. 

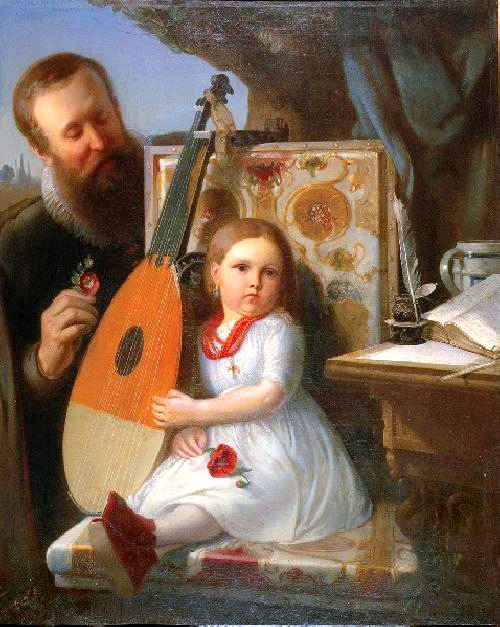
Jan Kochanowski, poeta e scrittore in prosa, con la sua adorata figlia

I valori rinascimentali della dignità dell'uomo e del potere della sua ragione furono applauditi in Polonia. Molte opere furono tradotte in polacco e latino dal latino classico, dal greco e dall'ebraico, come pure da lingue contemporanee come l'italiano. L'Accademia di Cracovia, una delle più antiche università del mondo, godette la sua età dorata tra il 1500 e il 1535, con 3.215 studenti che si laurearono nel primo decennio del XVI secolo – un primato non superato fino alla fine del XVIII secolo. Il periodo del Rinascimento polacco, di sostegno alle attività intellettuali, produsse molti artisti e scienziati di spicco. Fra di loro vi furono Niccolò Copernico, che nel suo De revolutionibus orbium coelestium presentò la teoria eliocentrica dell'universo; Maciej di Miechów, autore del Tractatus de duabus Sarmatis... – fino a quel momento il più accurato resoconto geografico ed etnografico dell'Europa orientale; Bernard Wapowski, un cartografo le cui mappe di quella ragione apparvero nella Geografia di Tolomeo; Marcin Kromer, che nel suo De origine et rebus gestis Polonorum libri... descrisse sia la storia che la geografia della Polonia; Andrzej Frycz Modrzewski, un filosofo inferessato al governo; Mikołaj Rej, che ha popolarizzato l'uso della lingua polacca nella poesia; e Jan Kochanowski, le cui poesie in lingua polacca lo innalzarono nei ranghi dei più eminenti poeti slavi.

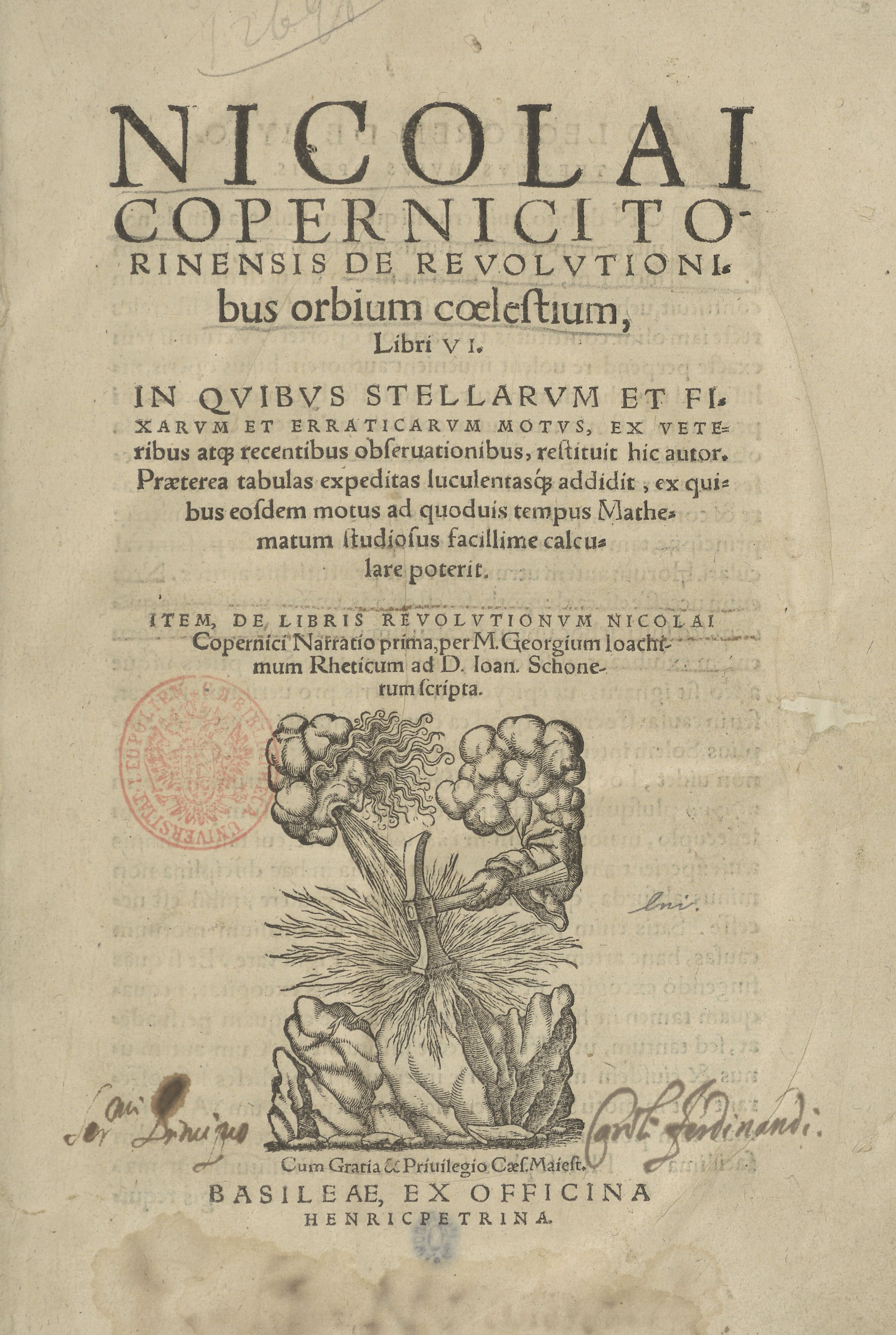
Copernicus' De revolutionibus orbium coelestium

I giovani Polacchi, specialmente i figli della nobiltà (szlachta), che si diplomavano in una qualsiasi delle oltre 2.500 scuole parrocchiali, scuole, ginnasi e varie accademie (Accademia di Cracovia, Accademia di Wilno, Accademia di Zamość), spesso viaggiavano all'estero per completare la loro educazione. I pensatori polacchi, come Andrzej Frycz Modrzewski, Johannes Dantiscus o Jan Łaski mantennero contatti con i principali filosofi europei del Rinascimento, quali Tommaso Moro, Erasmo e Filippo Melantone. La Polonia non solo prese parte allo scambio delle principali idee culturali e scientifiche e degli sviluppi dell'Europa occidentale, ma diffuse anche il retaggio occidentale verso est tra le nazioni slave orientali. Ad esempio, il processo di stampa, la lingua latina e l'arte della versificazione sillabica in poesia, specialmente in Bielorussia e Ucraina (attraverso l'Accademia di Kyiv-Mohyla), da dove fu trasmessa in Russia (Ducato di Mosca), che iniziò ad aumentare i suoi legami con l'Europa occidentale nel periodo successivo all'invasione mongola della Russia. I primi quattro libri stampati in cirillico nel mondo furono pubblicati, nel 1491, dallo stampatore Szwajpolt Fiol.

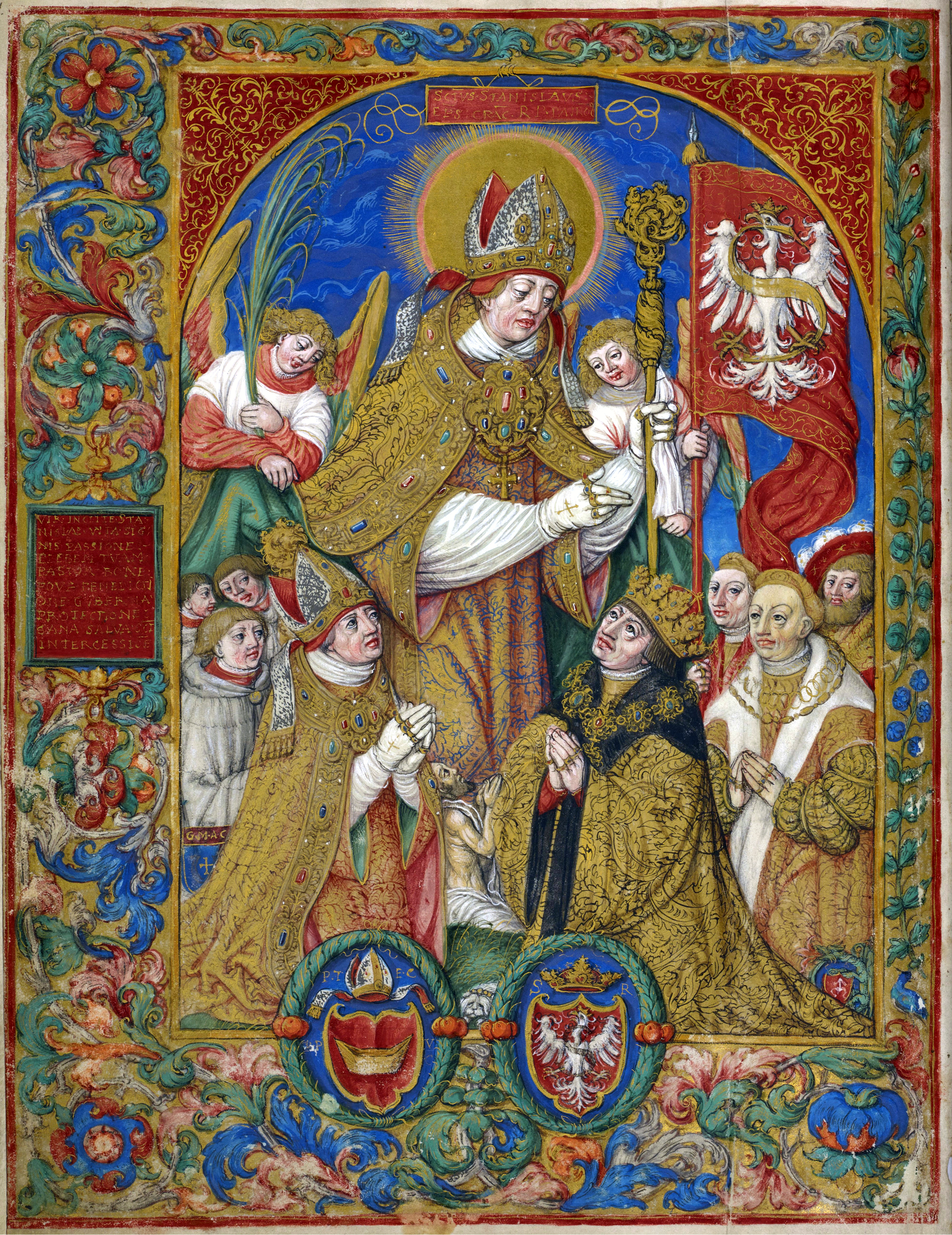
Re Sigismondo I il Vecchio e il vescovo Piotr Tomicki inginocchiati davanti a San Stanislao, un foglio dalle Ore di Sigismondo I di Stanisław Samostrzelnik, 1535

Gli incentivi per lo sviluppo dell'arte e dell'architettura furono numerosi. Sigismondo I il Vecchio, che ascese al trono nel 1507, fu mecenate di molti artisti, e incominciò un importante progetto – sotto l'architetto di Firenze Bartolomeo Berecci – di rifare l'antica residenza dei Re polacchi, il Castello del Wawel, in una moderna residenza rinascimentale. Lo zelo di Sigismondo per il Rinascimento fu eguagliato non solo da suo figlio, Sigismondo II Augusto, ma da molti nobili e borghesi ricchi che desideravano anch'essi mostrare la loro ricchezza, influenza e perizia culturale. Nel 1578, il cancelliere Jan Zamoyski cominciò la costruzione della città ideale del Rinascimento, promuovendo la creazione di Zamość (una città che prese nome da lui), che presto divenne un'importante città amministrativa, commerciale ed educativa della Polonia rinascimentale. Le due più importanti città polacche contemporanee – Cracovia (che attirò molti architetti italiani) e Danzica (che attirò per la maggior parte architetti dalla Germania e dai Paesi Bassi) – probabilmente ottennero i maggiori vantaggi nell'epoca, ma anche molte altre città esibirono nuove costruzioni rinascimentali.
La pittura rinascimentale fu introdotta in Polonia da molti artisti immigranti, come Lucas Cranach, Hans Dürer e Hans von Kulmbach, e praticata da pittori polacchi quali Marcin Kober (un pittore di corte del re Stefano Báthory). Le opere dei ritrattisti crearono un'impressionante galleria, particolarmente rappresentativa di quelli che potevano permettersi di farsi immortalare in essi.

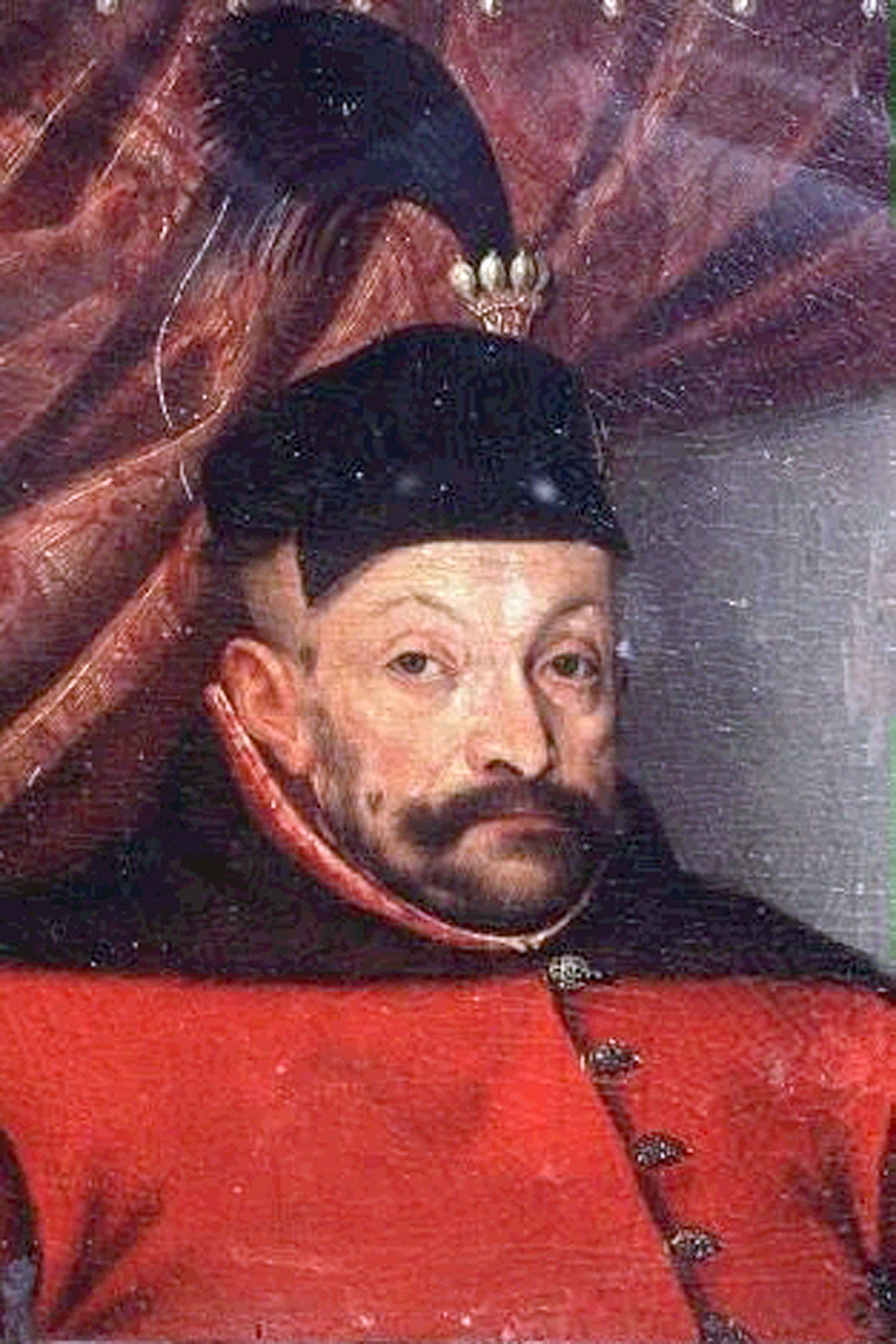
Ritratto del re Stefano Báthory di Marcin Kober, 1583

Il centro della cultura musicale era la residenza reale di Cracovia, dove la corte reale accoglieva molti artisti stranieri e locali. Le più significative opere musicali del Rinascimento in Polonia comprendono composizioni, di solito per liuto e organi, sia vocali che strumentali, dalle danze, attraverso la musica polifonica, agli oratori religiosi e alle messe. Nel 1540 Giovanni di Lublino pubblicò la Tablatura, nella quale raccolse la maggior parte dei pezzi per organo europei. Nicolaus Cracoviensis (Nicola di Cracovia) compose molte messe, mottetti, canzoni, danze e preludi. Mikołaj Gomółka fu l'autore della resa musicale delle poesie di Kochanowski (Melodie per il salterio polacco). Il più famoso compositore polacco fu Wacław di Szamotuły, riconosciuto come uno dei compositori di spicco del Rinascimento.
La prima pressa tipografica fu installata a Cracovia nel 1473 dallo stampatore tedesco Kasper Straube di Baviera. Tra il 1561 e il 1600, diciassette case tipografiche in Polonia pubblicarono oltre 120 titoli all'anno, con una edizione media di 500 copie. La prima traduzione completa della Bibbia in polacco fu pubblicata nel 1561 da Jan Leopolita (Bibbia di Leopolita). Intorno a quel periodo, fu pubblicato il primo dizionario ortografico polacco (da Stanisław Murzynowski, 1551); proliferarono inoltre grammatiche e dizionari. Il Rinascimento polacco era bilingue, essendo la parlata della szlachta un miscuglio di polacco e di latino, e oscillando vari autori tra polacco, latino e un miscuglio dei due (lingua maccheronica).
Anche la letteratura era progredita, non essendo più dominata da temi meramente religiosi. Essi erano ancora presenti, come si vede nelle numerose traduzioni della Bibbia, la più famosa essendo la Bibbia di Wujek di Jakub Wujek, pubblicata nel 1599. Alla nobiltà, tuttavia, importava di più che dei temi religiosi, e le opere del Rinascimento polacco riflettono i loro valori materiali e spirituali (vedi Sarmatismo). La poesia contemporanea esaltava la virtù della vita feudale. Ad esempio, Rej celebrò la vita e la posizione del nobile di campagna, mentre Kochanowski scrisse dei piaceri e della bellezza della vita in campagna, circondati dalla natura. Le forme letterarie variavano, dall'ode, dalle pastorali e sonetti all'elegia, alla satira e al romanzo cavalleresco.
Nelle scienze applicate, gli studiosi del periodo includono Jan Łaski (Giovanni Lasco), riformatore evangelico, Maciej di Miechów (Maciej Miechowita), scrittore e insegnante universitario, Niccolò Copernico, astronomo conosciuto in polacco come Mikołaj Kopernik, Wawrzyniec Grzymała Goślicki (Laurentius Grimaldius Gosliscius), pensatore politico e filosofo; Marcin Kromer, scrittore e geografo; Andrzej Frycz Modrzewski, scrittore e filosofo; Piotr Skarga, riformatore politico gesuita; Józef Struś, medico, scienziato, sindaco di Poznań; e molti altri.

### Artisti principali

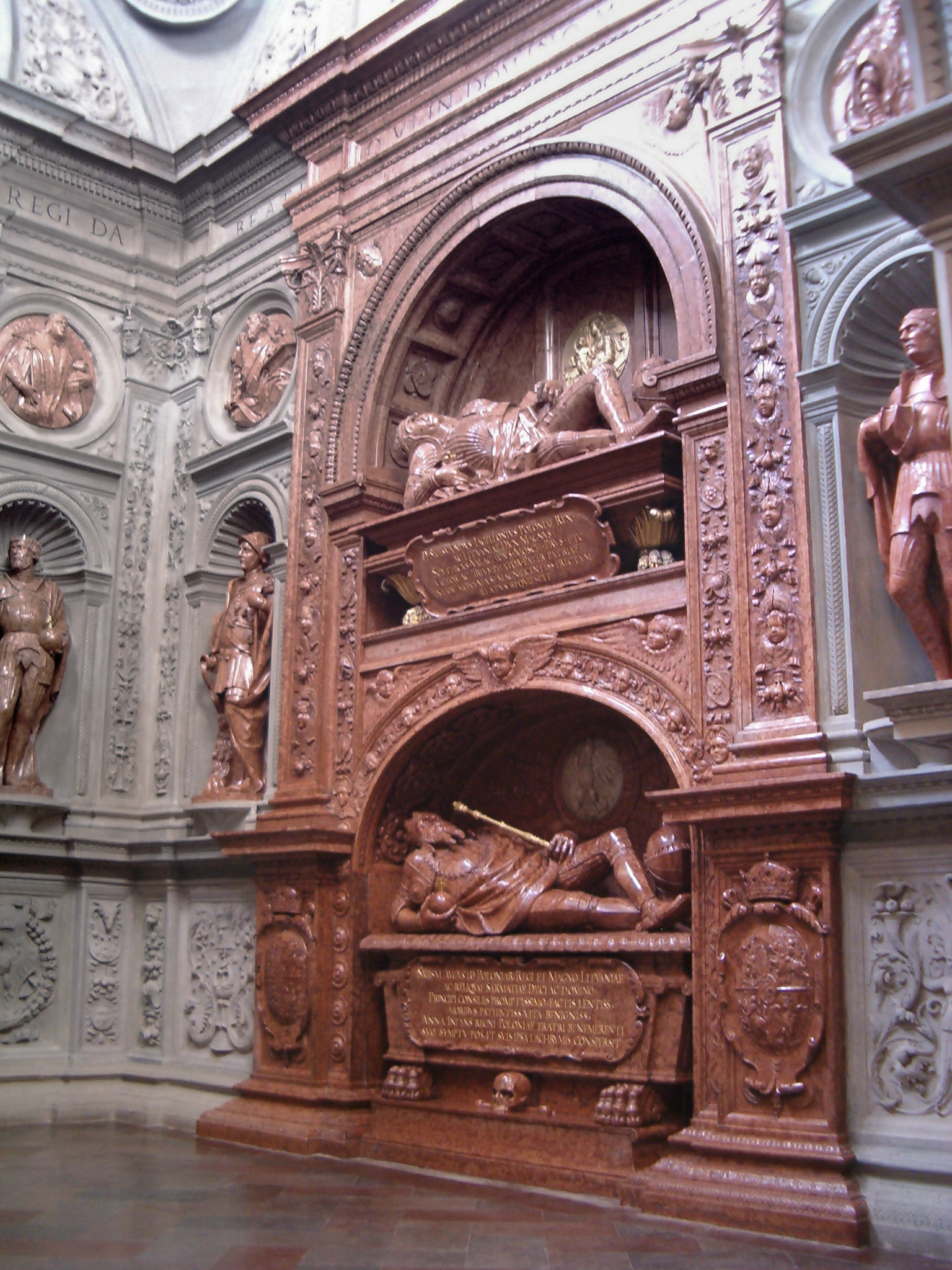
Le tombe degli ultimi Jagelloni nella Cappella di Sigismondo, acclamata come "il più bell'esempio di Rinascimento toscano a nord delle Alpi"

Tra i più eminenti scrittori e artisti del Rinascimento polacco, i cui successi sono diventati una parte saliente del programma di studi polacco, vi sono i poeti Mikołaj Rej, Jan Kochanowski, Szymon Szymonowic, Mikołaj Sęp Szarzyński, Andrzej Krzycki e Johannes Dantiscus, lo scrittore Łukasz Górnicki, il compositore Wacław di Szamotuły, il compositore e cantante Mikołaj Gomółka, lo scultore Jan Michałowicz di Urzędów e i pittori Stanisław Samostrzelnik e Marcin Kober. Gli artisti e architetti che si stabilirono in Polonia e ottennero un considerevole riconoscimento per il loro lavoro nel paese sono: Hans Dürer, Hans (Süss) von Kulmbach, Matteo Gucci, Santi Gucci, Bartolomeo Berecci, Bernardo Morando, Giovanni Battista di Quadro e altri.

## Architettura
L'architettura rinascimentale polacca è divisa in tre periodi principali. Il primo periodo (1500–1550) è spesso chiamato "italiano", perché la maggior parte degli edifici rinascimentali in questo tempo furono costruiti da architetti italiani invitati dalla nobiltà polacca, principalmente da Firenze. Durante il secondo periodo (1550–1600), lo stile rinascimentale diventò comune, e incluse influenze dalla versione olandese del Rinascimento come pure inizi dello stile manierista. Nel terzo periodo (1600–1650), il Manierismo divenne popolare, con i primi notevoli esempi di Barocco (vedi anche, Barocco in Polonia).

### Primo periodo

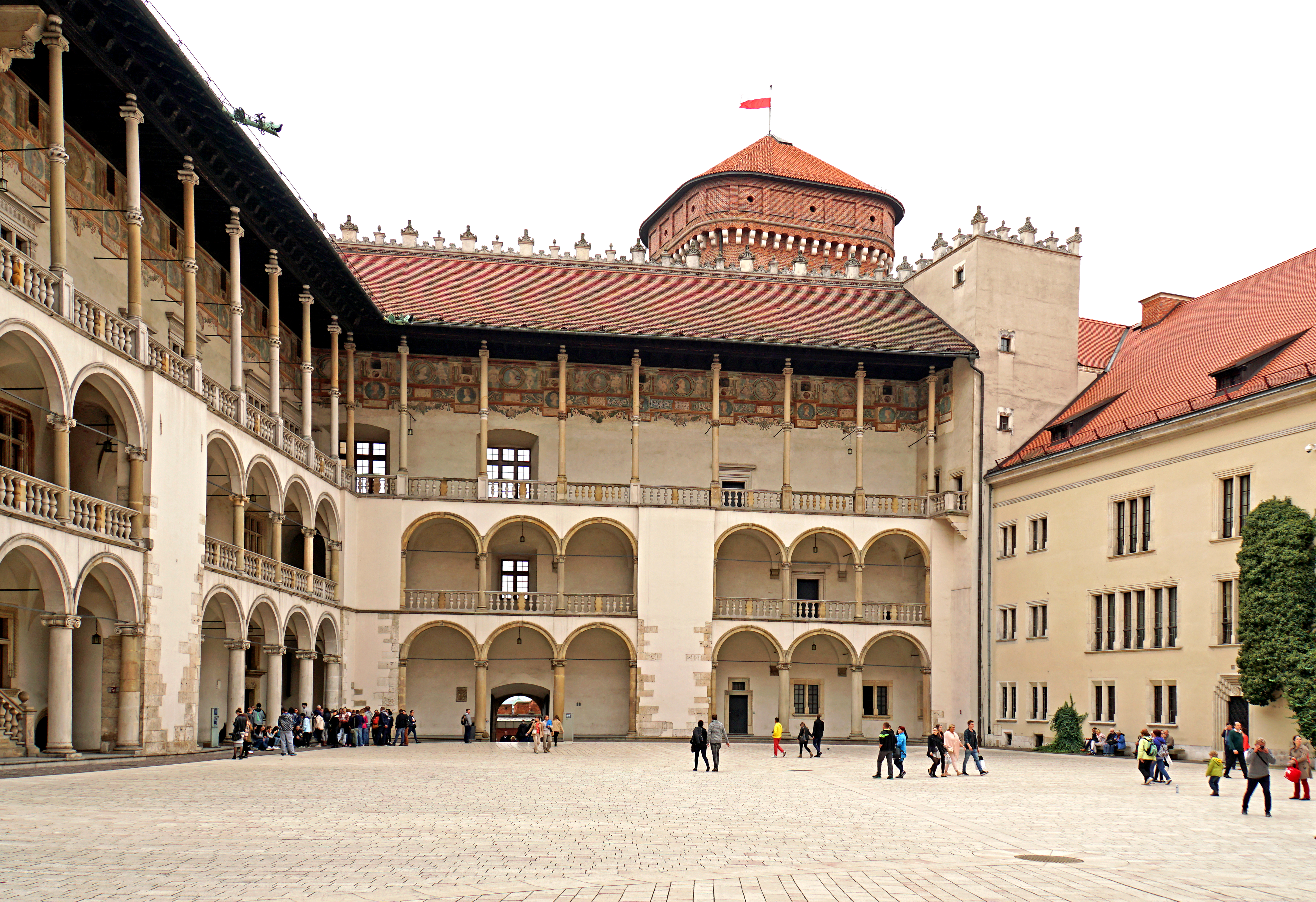
Il cortile del Castello del Wawel esemplifica il primo periodo del Rinascimento polacco

Nel 1499 il Castello del Wawel fu parzialmente consumato dal fuoco. Re Alessandro Jagellone nel 1504 nominò Eberhard Rosemberger come principale architetto per la ristrutturazione. In seguito, fu sostituito dall'italiano di nascita Francesco Florentino e, dopo la sua morte, da Bartolomeo Berrecci e da Benedykt di Sandomierz. Come risultato della loro opera il Castello reale fu trasformato in una residenza rinascimentale in stile fiorentino. Nello stesso periodo altri castelli e residenze furono costruiti o ricostruiti nel nuovo stile, compresi Drzewica (costruito nel 1527–1535), Szydłowiec (ricostruita 1509–1532), Ogrodzieniec (ricostruito nel 1532–1547) e soprattutto, Pieskowa Skała, ricostruita nel 1542–1580.
Nel primo periodo del Rinascimento polacco, le chiese erano ancora costruite per la maggior parte in stile gotico. In questo tempo, soltanto nuove cappelle circostanti alle vecchie chiese furono talvolta costruite nel nuovo stile. La più importante di esse, la Cappella di Sigismondo presso la Cattedrale del Wawel, fu costruita nel 1519–33 da Bartolomeo Berecci.

### Secondo periodo

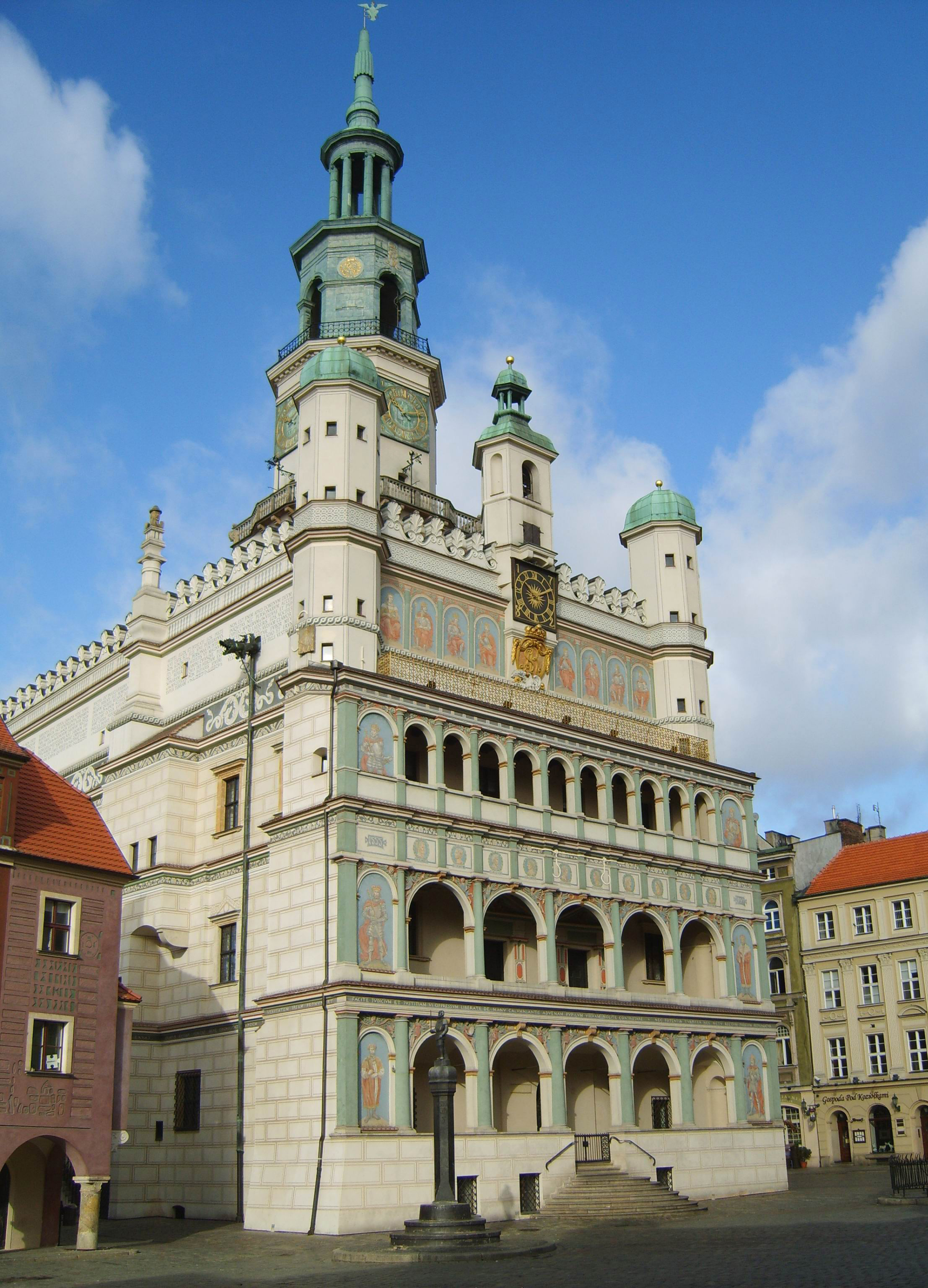
Municipio di Poznań, ricostruito dallo stile gotico da Giovanni Battista di Quadro, 1550–55

Lo stile rinascimentale diventò molto comune in tutta la Polonia nel suo secondo periodo. Nella parte settentrionale del paese, specialmente in Pomerania e a Danzica (Gdańsk), lavorò un folto gruppo di artisti olandesi di nascita. Lo stile rinascimentale in altre parti della Polonia variò in base alla condizioni locali, producendo diversi sottostili in ciascuna regione. Inoltre, erano presenti alcuni elementi del nuovo stile manierista. L'architettura di questo periodo si divide in tre sottostili regionali: "stile italiano" – per lo più nella parte meridionale della Polonia, il più famoso artista là essendo Santi Gucci. Lo "stile olandese" – per lo più in Pomerania; e lo "stile di Kalisz-Lublino" o "Rinascimento di Lublino" nella Polonia centrale – con gli esempi più notevoli costruiti a Lublino e a Kazimierz Dolny.
In tutta la Polonia, furono ricostruiti nuovi castelli, contenenti la nuova forma quadrilatera che racchiudeva un cortile, e con quattro torri agli angoli. Importanti esempi includono: il castello a Płakowice (XVI secolo), il castello a Brzeg (ricostruito da una roccaforte gotica nel 1544–60), il castello a Niepołomice (ricostruito dopo un incendio nel 1550–71), il castello a Baranów Sandomierski (costruito nel 1591–1606 da Santi Gucci) e il castello a Krasiczyn.
Molte città eressero nuovi edifici nello stile rinascimentale. Fu costruito il nuovo Mercato dei tessuti (Sukiennice) a Cracovia. Furono costruiti o ricostruiti i municipi a: Tarnów, Sandomierz, Chełm (demolito) e a Poznań. Inoltre, intere città furono spesso riprogettate. Esempi di pianificazione urbana rinascimentale sono sopravvissuti fino ai tempi moderni a Szydłowiec e Zamość. 

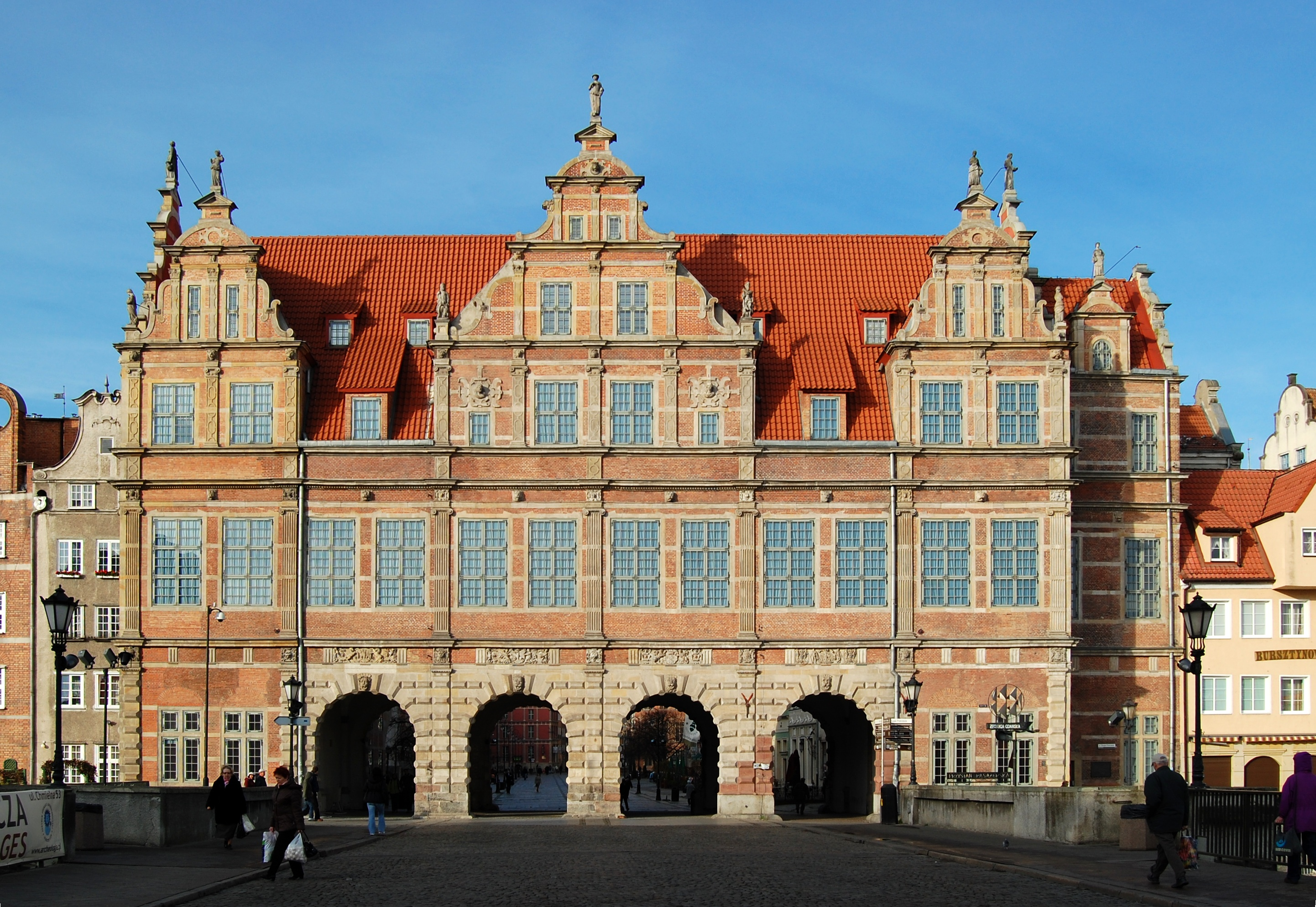
La Porta Verde a Danzica

Esempi di Rinascimento pomerano che si svilupparono sotto l'influenza dell'Europa settentrionale piuttosto che dell'Italia furono: la Porta Verde a Danzica (costruita nel 1564–1568 da Hans Kramer); la Porta Alta a Danzica (Willem van den Blocke la finì nel 1588); il Grande Arsenale a Danzica (costruito nel 1602–1606 da Anton van Obberghen); e il vecchio Municipio a Danzica (costruito nel 1587–1595, probabilmente da Anton van Obberghen).
La caratteristica laicizzazione della vita sociale durante il Rinascimento e la Riforma ebbe come risultato solo un limitato sviluppo dell'architettura sacra. Molte cappelle vennero costruite nello stile rinascimentale, ma furono anche ricostruite alcune chiese, tra le quali: la Cattedrale a Płock (ricostruita dopo l'incendio dagli architetti Zanobi de Gianotis, Cini, Filippo di Fiesole e più tardi ancora da Giovanni Battista di Quadro) e la Collegiata a Pułtusk (costruita da Giambattista Veneziano). Furono invece fondate solo poche nuove chiese, come la Chiesa collegiata di San Tommaso a Zamość.

### Terzo periodo

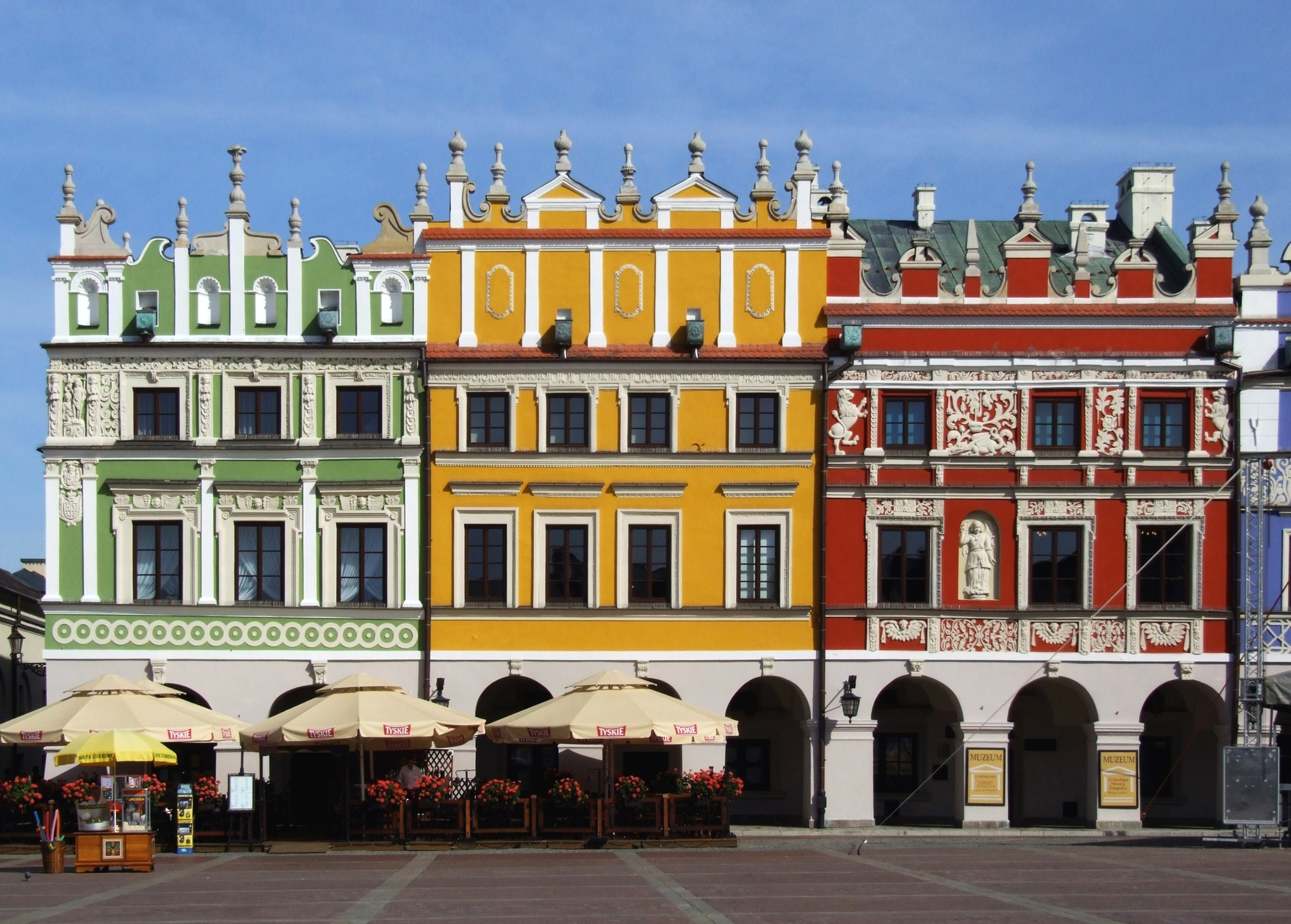
"Case armene" a Zamość

Un incendio al Wawel e lo spostamento della capitale a Varsavia nel 1596 arrestarono lo sviluppo del Rinascimento a Cracovia, come pure a Danzica; inoltre, il potere crescente dei Gesuiti e la Controriforma diedero impulso allo sviluppo dell'architettura manierista e a un nuovo stile – il Barocco (vedi anche, Barocco in Polonia). L'esempio più importante dell'architettura manierista in ascesa in Polonia è un complesso di case a Kazimierz Dolny e a Zamość.